# Josef Waltner
Josef Waltner (8. května 1883 Praha – 14. února 1961 Praha) byl český herec a kabaretiér. Byl jedním z prvních českých filmových herců, který nesmazatelně se zapsal do historie českého kabaretu jako jejich organizátor, autor i účinkující. Občanským povoláním byl kavárník.

## Život
Narodil se v Karlíně, do rodiny Antonína Waltnera a jeho druhé ženy Barbory roz. Pechové, jeho otec, byl třikrát ženat, a měl celkem 5 dětí. (z prvního manželství syna Jana 1874, z manželství s Barborou Pechovou syny Antonína a Josefa, a z třetího manželství dcery Anastázii 1898, a Annu 1902)  Roku 1911 přejmenoval původní bohémskou hospodu Olympia v domě U třech divých v Řetězové ulici v Praze na Montmartre a od roku 1913 zde provozoval literární kabaret Mont-Waltner. Od svého vzniku až do vypuknutí 1. světové války se stalo toto zařízení místem, kde se scházela pražská česko-německá bohéma, kterou zastupovali Jaroslav Hašek, František Langer, Eduard Bass, Franz Kafka, Franz Werfel, Max Brod, František Gellner, Emil Artur Longen s manželkou Xenou, malíři Jiří Vendelín Kroha, Vratislav Hugo Brunner, František Kysela, chodil sem i Vlasta Burian. Historii svého podniku popsal ve svých pamětech sám Waltner ale i další autoři (dr. J. Kotek v knížce Kronika české synkopy).
Po první světové válce vedl až do konce 20. let několik dalších kabaretů(Jokohama, Dales, Babylon, Montparnas). V dalších letech působil na kabaretní scéně alespoň jako konferenciér a měl své výstupy i v zábavných pořadech rozhlasu (Radiojournal). V letech 1933–1939 byl tajemníkem Klubu autorů populární hudby a snažil se o sepsání historie českých kabaretních umělců, především zpěváků.
Jedná se o autora mnoha vtipných písní, kupletů a scének, publikoval i časopisecky, především v rozhlasovém týdeníku Radiojournal. Z živých kabaretních vystoupení se zachovaly pouze dvě jediné gramodesky. Na jedné, značky GCR z roku 1907, jsou výstupy Tuti fruti a Blaho manželské (hrál v nich společně s komikem Rudolfem Kamenským; na druhé, značky Lyrophon, najdeme sólové výstupy Moje Karolina a Na zednický.
Ve filmu začínal jako partner svého přítele E. A. Longena v jeho němých groteskách o pražském švihákovi Rudim roku 1911. Zatímco v němém filmu se objevil už jen sporadicky, poté co nebyl vázán vlastním kabaretem, se si zahrál v řadě drobných rolí mnoha českých filmů. Jeho postavy hospodských, vrchních, vrátných a návštěvníků pohostinství byly nenápadné, ale nepostradatelné. Jeho kulaté postavy si můžeme všimnout ve filmu Život je pes, kde sedí v pokladně prodejny s hudebninami, v Hrdinném kapitánu Korkoránovi si zahrál ředitele hotelu, v Matce Kráčmerce stěhováka, ve filmu Slávko, nedej se! ředitele operetního divadla. Poslední drobnou postavu vytvořil ve filmu Zocelení roku 1950.
Stal se předchůdcem generace kabaretních a estrádních umělců, jejichž výstupy byly oblíbené v rozhlase a začínající televizi až do 70. let a tvořily např. jádro silvestrovských pořadů.
27. září 1910, se v Praze na Žižkově, oženil s Annou Růžičkovou (1887-1949), se kterou měl jediného syna Karla (1915), po ovdovění, se v roce 1950, znovu oženil se svou švagrovou Helenou Růžičkovou (1893 - 1958), ale po pár letech, znovu ovdověl. Jeho hrob, nalezneme na Olšanských hřbitovech.en

## Filmové role

### Němý film
- Rudi na křtinách, 1911 – role neuvedena
- Rudi na záletech, 1911 – plavčík
- Rudi sportsman, 1911 – role neuvedena
- Magdalena, 1920 – host v nevěstinci
- Osm srdcí v plamenech, 1926 – farář

### Zvukový film
- Miláček pluku, 1931 – role neuvedena
- Poslední bohém, 1931 – hospodský Krampera
- Pepina Rejholcová, 1932 – hospodský
- Písničkář, 1932 – hostinský
- Sestra Angelika, 1932 – vrchní v „Casinu“
- Tisíc za jednu noc, 1932 – vrchní v baru
- Revizor, 1933 – kapelník
- Sedmá velmoc, 1933 – továrník Hraboš
- Život je pes, 1933 – pokladník v hudebninách
- Hrdinný kapitán Korkorán, 1934 – ředitel hotelu
- Matka Kráčmerka, 1934 – stěhovák
- Pán na roztrhání, 1934 – hostinský
- Žená, která ví co chce, 1934 – recepční úředník v hotelu
- Jedenácté přikázání, 1935 – ředitel zpěvní síně
- Jedna z milionu, 1935 – opilec
- Slávko, nedej se!, 1938 – ředitel operetního divadla
- Soud boží, 1938 – přísedící u soudu
- Děvče z předměstí anebo Všecko přijde najevo, 1939 – host u Zvonečků
- Humoreska, 1939 – vrchní
- Mořská panna, 1939 – hotelový vrátný
- Nevinná, 1939 – starosta
- Tulák Macoun, 1939 – hostinský
- Veselá bída, 1939 – vrchní v kabaretu
- Minulost Jany Kosinové, 1940 – vrchní v baru
- Poznej svého muže, 1940 – vrchní v baru
- Advokát chudých, 1941 – návštěvník hospody
- Modrý závoj, 1941 – vrátný v rozhlasu
- Rukavička, 1941 – vrátný v kabaretu „Kankán“
- Z českých mlýnů, 1941 – vrchní v „Dvorním pivovaru“
- Městečko na dlani, 1942 – hospodský Pošmourný
- Zocelení, 1950 – člen správní rady